# Robert J Mailhot
Robert J Mailhot, né le 13 janvier 1977 à Montréal et décédé le 26 avril 2010 à Trois-Rivières, est un poète québécois. Il exerçait aussi la médecine comme chirurgien vasculaire au Centre hospitalier régional de Trois-Rivières.

## Biographie
Il est le fils unique de Robert Mailhot et de Lisette Duval.  Il passe son enfance à Pierrefonds.  En 1995, il entreprend l'étude de la médecine à l'université de Sherbrooke, où il obtient son diplôme en 1999.  Il se spécialise en chirurgie.  Puis il étudie à l'université McGill et se spécialise en chirurgie vasculaire. À partir de 2006, il pratique la chirurgie à Trois-Rivières.
Il contribue aux revues littéraires Mœbius et Estuaire .  « Il se passionne pour la diffusion de la poésie de manière novatrice, entre autres par la création de poèmes objets ». Le 8 juin 2009, il perd brutalement ses parents lors d'un drame familial, qui teinte son dernier recueil Motel Éternité , publié en mars 2010.  Le samedi 24 avril 2010, cette œuvre poétique fait l'objet d'une critique dévastatrice dans le journal Le Devoir . Deux jours plus tard, dans la nuit du dimanche au lundi 26 avril 2010, il se suicide.

## Publications
- D'aube et de torpeur, poésie, Écrits des Hautes-Terres, 2001, 99 pages  (ISBN 2-922404-28-5)
- Naufragé de l'heure bleue, poésie, Écrits des Hautes-Terres, 2006, 85 pages  (ISBN 2-922404-53-6)
- Motel éternité, poésie, Écrits des Forges, 2010, 102 pages  (ISBN 978-2-89645-145-6)

## Prix et distinctions
- Prix Jean-Lafrenière/Zenob (2008)[5]